# Lautaro Viatri
Lautaro Viatri (Argentina, 8 de septiembre de 2005) es un baloncestista argentino que juega en la posición de pívot. Actualmente forma parte del plantel de Hebraica y Macabi de la Liga Uruguaya de Básquetbol.

## Trayectoria
Lautaro Viatri es hijo del futbolista Lucas Viatri. A los 12 años comenzó a practicar baloncesto en el club uruguayo Lagomar de Ciudad de la Costa. 
Allí debutó con el equipo superior en la Liga Uruguaya de Ascenso en la temporada 2021. Al año siguiente, tras jugar otra temporada más de la LUA con Lagomar, fue fichado por el Hebraica y Macabi, lo que le permitió actuar en la Liga Uruguaya de Básquetbol, la máxima categoría del baloncesto profesional uruguayo. Su equipo terminó consagrándose campeón del certamen.

## Selección nacional
Viatri integró el plantel del combinado juvenil argentino que disputó el Campeonato Mundial de Baloncesto Sub-17 de 2022, siendo eliminados en octavos de final. 